# Бессоновка (Рязанская область)
Бессоновка — деревня в Спасском районе Рязанской области. Входит в Кутуковское сельское поселение

## География
Находится в центральной части Рязанской области на расстоянии приблизительно 5 км на северо-восток по прямой от районного центра города Спасск-Рязанский на правобережье Оки.

## История
В 1897 году здесь было учтено 35 дворов.

## Население
Численность населения: 339 человек (1897 год), 145 в 2002 году (русские 90 %), 109 в 2010.